# Lösträsket
Lösträsket är en sjö i Sorsele kommun i Lappland och ingår i Umeälvens huvudavrinningsområde. Sjön har en area på 1,97 kvadratkilometer och ligger 431 meter över havet. Sjön avvattnas av vattendraget Olsbäcken (Njuktjerbäcken).

## Delavrinningsområde
Lösträsket ingår i det delavrinningsområde (727302-155924) som SMHI kallar för Utloppet av Lösträsket. Medelhöjden är 443 meter över havet och ytan är 6,94 kvadratkilometer. Räknas de 3 avrinningsområdena uppströms in blir den ackumulerade arean 47,95 kvadratkilometer. Olsbäcken (Njuktjerbäcken) som avvattnar avrinningsområdet har biflödesordning 3, vilket innebär att vattnet flödar genom totalt 3 vattendrag innan det når havet efter 326 kilometer. Avrinningsområdet består mestadels av skog (66 procent). Avrinningsområdet har 1,97 kvadratkilometer vattenytor vilket ger det en sjöprocent på 28,4 procent.